# 薩伏依的瑪麗亞·費莉齊塔
薩伏依的瑪麗亞·費莉齊塔（義大利語：Maria Felicita di Savoia，1730年3月19日—1801年5月13日），薩丁尼亞國王卡洛·埃曼努埃萊三世的女兒。